# Саддам Хусейн (Южный Парк)
Садда́м Хусе́йн (англ. Saddam Hussein) — один из главных антагонистов мультипликационного сериала «Южный парк». Манера поведения Саддама лишь в общих чертах базируется на его реальном прототипе. В сериале Саддам часто пытается захватить мир, причём начинает обычно с Канады; после смерти Саддам попадает в Ад, где вступает в гомосексуальные отношения с Сатаной. Саддама озвучивает Мэтт Стоун (в титрах полнометражного фильма указано, что Саддам озвучивает себя сам).

## Анимация
Тело Саддама выполнено в обычном стиле «Южного парка» (как будто бы вырезано из цветной бумаги), но лицо — вырезано из реальной фотографии, как иногда это делается в сериале с некоторыми знаменитостями. Саддам — единственный постоянный персонаж, выполненный таким образом. Голова Саддама выполнена в «канадском стиле», то есть не имеет нормального рта, а состоит из двух половинок, причём при разговоре верхняя половинка отделяется. Возможно, причина этого в том, что первое появление Саддама произошло в серии 201 «Не без моего ануса», которая позиционируется как «мультфильм в мультфильме», снятый в Канаде. В той же серии можно обратить внимание, что все арабы выполнены в этом стиле.

## Личность
Персонаж основан на личности реально жившего иракского диктатора Саддама Хусейна, но демонстрирует существенные отличия от прототипа. В сериале у Саддама высокий капризный голос, гомосексуальная ориентация, он часто успокаивает окружающих, негативно (как правило, обоснованно) реагирующих на его поведение, фразой «Э, мужик, расслабься!» Саддам часто оскорбляет собеседников. Особенно ярко это выражено в его романтических отношениях с Сатаной: князь тьмы был столь эмоционально оскорблён, что их отношения не смогли продолжаться дальше, и Сатана сослал Саддама в Рай.
Похоже, что Саддам одержим Канадой. Он дважды захватывал её: в эпизодах «Не без моего ануса» и «Рождество в Канаде», а в фильме «Саут-Парк: большой, длинный и необрезанный» Саддам, получив власть над миром, заставляет канадцев (да и американцев тоже) пасть перед ним на колени.

## Появления в эпизодах

### «Не без моего ануса»
При своём первом появлении в сериале Саддам пытается захватить Канаду, развешивая всюду свои портреты и флаги Ирака. Планы Саддама разрушают Терренс и Филлип при помощи канадского народа и своих кишечных газов. События этого эпизода позже оказываются сюжетом фильма, основанного на реальных событиях и снятого канадским дуэтом Терренса и Филлипа.

### «Мексиканская зырящая лягушка с южной Шри-Ланки»
В самом конце эпизода, когда продюсер Иисуса попадает в Ад, там его встречают Сатана и Саддам, взявшиеся за руки, причём Саддам при этом говорит с канадским акцентом: «насечёт» (aboot) вместо «насчёт» (англ. about).

### «Саут-Парк: большой, длинный и необрезанный»
Саддам после гибели «под копытами стада диких кабанов» (так утверждает телевидение Саут-Парка) находится в Аду. Там он состоит в интимной гомосексуальной связи с Сатаной, причём Сатану ранят грубости и оскорбления Саддама. Для успокоения своего любовника в одном из эпизодов Саддам поёт песенку «I Can Change», где сваливает своё плохое поведение на своих родителей и окружение. Убедившись, что Саддаму нужна только помощь для того, чтобы вернуться на землю, Сатана разрывает с ним отношения.
При вторжении на Землю Саддам ведёт себя как единоличный поработитель планеты, всячески прилюдно оскорбляя и унижая Сатану, который, приходя в гнев, сбрасывает Саддама в пропасть на острые камни. Саддам умирает, однако затем Сатана, по просьбе Кенни, возвращает всех и вся к прежнему состоянию, и во время исполнения финальной счастливой песни Саддам поёт вместе со всеми.
После премьеры фильм был запрещён в Ираке ввиду изображения Саддама любовником Сатаны. Когда Саддама судили в 2006 году, Мэтт Стоун пошутил, что американские военные показывали реальному Саддаму фильм во время заключения.

### «Попадают ли умственно отсталые в ад?» / «Возможно»
В этом эпизоде погибший Саддам попадает в Ад и обнаруживает, что Сатана стал встречаться с новым любовником по имени Крис. После неудачи в мирном разрешении ситуации между Крисом и Саддамом вспыхивает война, они неоднократно убивают друг друга, но после смерти снова попадают в Ад («Куда ещё мне было деться? В Детройт?» — каждый раз объясняют они Сатане). Князь тьмы, запутавшийся в своих чувствах, просит совета у Бога. Тот советует ему побыть одному и разобраться в себе, чему Сатана и следует, к разочарованию дерущихся.

### «Лестница в небо»
Правительство США «обнаруживает» по форме обычных облаков, что Саддам Хусейн построил в Раю фабрику по производству оружия массового поражения. В конце эпизода обнаруживается, что Саддам действительно заставил живущих в раю мормонов построить такую фабрику, убедив всех, даже Бога, что это фабрика по производству сладостей. Кроме того, в эпизоде раскрывается истинная причина смерти персонажа — американские военные говорят, что тайно убили его за несколько месяцев до происходящих событий.

### «Шоу закрыто»
Саддам появляется как один из обликов, которые принимает инопланетянин, общающийся с главными героями; при этом он поёт песню «Michigan J Frog» в шляпе и галстуке.

### «Сумасшедшие калеки»
Саддам Хусейн появляется как часть «Легиона Судьбы», созванного Кристофером Ривом. Неизвестно, как Саддам попал на Землю, но он остаётся на Земле и в последующих эпизодах.

### «Рождество в Канаде»
Саддам маскируется под нового канадского премьер-министра, издаёт странные законы и говорит, что они будут действовать вечно, и, наконец, убивает Кенни. После этого Стэн разоблачает Саддама, и канадцы помещают его под стражу. Детали поимки Саддама совпадают с реальными событиями (вплоть до отсылки к месту, где он был пойман). Это вызвано особенностями выпуска эпизодов — изменения в сценарий вносятся часто менее чем за неделю до выхода серии: эпизод вышел 17 декабря, а Саддам был арестован 13 декабря.

## Появления вне сериала
На сегодняшний момент Саддам больше не появлялся в сериале, однако 7 марта 2007 года на обложку Rolling Stone было помещено изображение Картмана, фотографирующего его повешение на мобильный телефон, что является намёком на обстоятельства казни реального Саддама, состоявшейся 30 декабря 2006 года.

## Интересные факты
- В титрах фильма «Саут-Парк: большой, длинный и необрезанный» отмечено, что Саддама озвучивает он сам.
- В серии «Лестница в небо» Саддам в Раю, в серии «Сумасшедшие калеки» — он на Земле. Эта нестыковка не имеет объяснения до сих пор.
- В обоих случаях захвата Саддамом власти в Канаде, ему помогает Скотт-Козёл. Правда, во втором случае Скотт не подозревает, что помогает Саддаму.
- Саддам — один из двух исторических диктаторов, часто упоминаемых в сериале. Но если Адольф Гитлер разговаривает как и положено, по-немецки, то Саддам говорит по-английски, очень вульгарным языком, вдобавок с канадским акцентом.